# 新潟県道540号越後中里停車場線
新潟県道540号越後中里停車場線（にいがたけんどう540ごう えちごなかざとていしゃじょうせん）は、新潟県南魚沼郡湯沢町内を通る一般県道である。

## 概要

### 路線データ
- 起点：越後中里停車場（新潟県南魚沼郡湯沢町大字土樽字関下）
- 終点：新潟県南魚沼郡湯沢町大字土樽字上中子（新潟県道268号越後湯沢停車場岩原線交点）

## 地理

### 通過する自治体
- 新潟県南魚沼郡湯沢町

### 接続する道路
- 湯沢町道（起点：湯沢町大字土樽字関下、「越後中里駅」前）
- 新潟県道541号土樽越後中里停車場線（湯沢町大字土樽地内（「越後中里駅」前（起点） - 「越後中里駅」西方）で重複）
- 新潟県道361号万条新田越後中里停車場線・新潟県道457号向原越後中里停車場線（湯沢町大字土樽地内（「越後中里駅」前（起点） - 「土樽郵便局」北方）で重複）
- 新潟県道268号越後湯沢停車場岩原線（終点：湯沢町大字土樽字上中子、「岩原スキー場前駅」北方）

### 周辺
- JR上越線
  - 越後中里駅 - 岩原（いわっぱら）スキー場前駅
- 湯沢町立土樽小学校
- 土樽郵便局
- 魚野川
- 越後中里温泉
- 湯沢中里スキー場
- 三栄ルーデンス湯沢スキー場
- 湯沢パークスキー場
- 岩原（いわっぱら）スキー場
- 湯沢中央公園